# 弗雷德里克·休里格
弗雷德里克·休里格（英語：Frederick Suerig，1878年6月21日—1929年12月8日），美国男子赛艇运动员。他曾代表美国参加1904年夏季奥林匹克运动会赛艇比赛，获得男子四人单桨无舵手银牌。